# Troggu

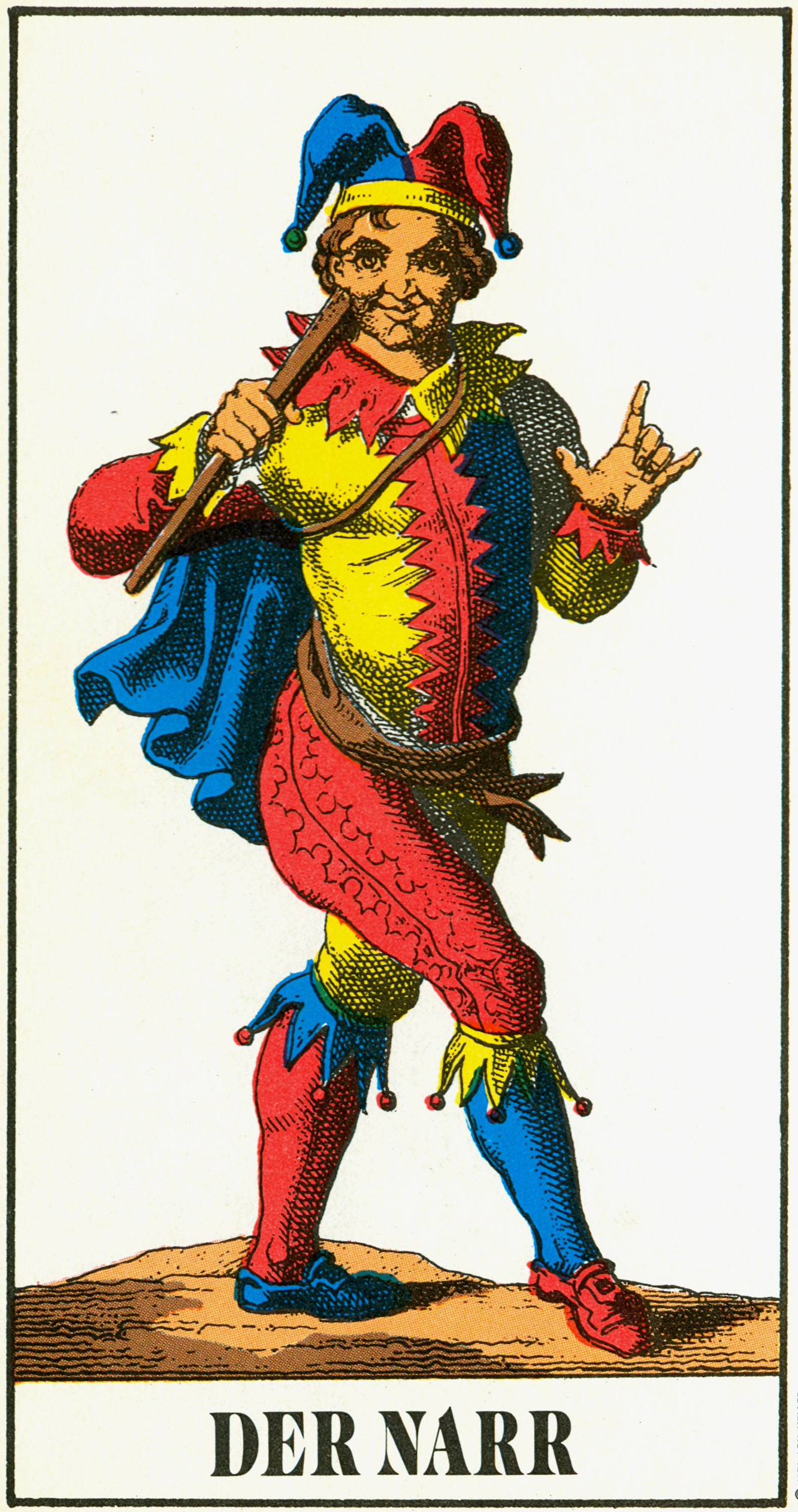
Karte Der Narr

Karten Figuren und Farben

Karten Zahlen und Farben

Troggu ist ein Schweizer Kartenspiel aus der Tarock-Familie. Synonyme zu diesem Spielnamen sind: Trogga, Tappu oder Tappä. Gespielt wird es im deutschsprachigen Oberwallis in der Gegend von Visp, in St. Niklaus und in Grächen. Es ist neben Troccas das zweite aktiv gespielte Tarock in der Schweiz, aber stark gefährdet, da es nur in einer kleinen Gegend von älteren Personen praktiziert wurde. Die Spieltradition wurde jedoch auch in Visperterminen weiter gepflegt, 2013 war von einer Renaissance die Rede.
Nach dem Kartenspielexperten John McLeod ist Troggu wahrscheinlich im späten achtzehnten Jahrhundert erfunden worden. Die Gründe für diese Annahme liegen in den Spielregeln, genauer gesagt, auf der Gebrauchsweise des «Narren». In älteren Tarockvarianten wird er als «Excuse» gespielt, d. h., er hat keine Stichkraft, gehört aber immer demjenigen Team, das ihn beim Austeilen erhalten hat. In seiner moderneren Verwendung ist er der höchste Trumpf und sticht somit auch den Trumpf mit der höchsten Nummer XXI («die Welt», bzw. durch volkstümliche Eindeutschung von «le monde» auch «der Mond»). Im Troggu kommen aber beide Varianten zum Zuge; somit ist anzunehmen, dass es aus der Übergangsphase der einen zur anderen Spielweise stammt.

## Karten

Le Bateleur des Vorläufersets Tarot de Besançon

Troggu wird mit den Karten gespielt die im Fachhandel unter 1JJ-Tarot bzw. Swiss Tarot bekannt sind und in der Werkstatt des Kartenmachers Johann Georg Rauch ungefähr 1831–1838 entworfen worden sind. Dieses Kartendeck hat sich aus dem Tarot de Besançon entwickelt. Diese sind wiederum aus dem Tarot de Marseille hervorgegangen. Beim 1JJ-Tarot und beim Tarot de Besançon kommen die Trümpfe Jupiter und Juno vor. Die Karten sind immer noch im Handel erhältlich, da sie auch in der Esoterik für das Kartenlegen gebraucht werden.
Das Kartenset besteht aus 78 Karten mit 21 Trumpfkarten und vier Farben zu je 14 Karten und einen Narren (der Bättler genannt). Die Farben teilen sich auf in Münzen (Roosä, auf Schriftdeutsch: «Rosen»), Stäbe (Schtächnä, auf schriftdeutsch: «Stecken», oder Gradi, auf Schriftdeutsch: «Gerade»), Schwerter (Schwärti) und Kelche (Goppa). Es gibt Zahlkarten von 1 bis 10 und Figurenkarten König (Kinig), Königin (Frowwi), Ritter (Ritti) und Bube (Büob). Die Trumpfkarten sind nummeriert in römischen Zahlen von 1 bis 21.
Bei den Schwertern und Stäben werden jeweils die Karten 1, 2, 3 und 4 entfernt, bei den Münzen und Kelchen 10, 9, 8 und 7. Somit verbleiben im Troggu 62 Karten.
Es gibt folgende Trümpfe:
| Nummer        | Originalnamen       | Deutscher Name         | Walliser Bezeichnung                                                        |
| ------------- | ------------------- | ---------------------- | --------------------------------------------------------------------------- |
| I             | Le bateleur         | Der Magier             | Bagatt                                                                      |
| II            | Junon               | Junon                  |                                                                             |
| III           | L'imperatrice       | Die Herrscherin        |                                                                             |
| IIII          | L'empereur          | Der Herrscher          |                                                                             |
| V             | Jupiter             | Jupiter                |                                                                             |
| VI            | L'amoureux          | Die Liebenden          |                                                                             |
| VII           | Le chariot          | Der Wagen              |                                                                             |
| VIII          | La justice          | Gerechtigkeit          |                                                                             |
| VIIII         | L'ermite            | Der Eremit             |                                                                             |
| X             | La roue de fortune  | Das Rad des Schicksals |                                                                             |
| XI            | La force            | Die Kraft              |                                                                             |
| XII           | Le pendu            | Der Gehängte           |                                                                             |
| XIII          | (keine Bezeichnung) | Der Tod                |                                                                             |
| XIIII         | Temperance          | Die Mässigkeit         |                                                                             |
| XV            | Le diable           | Der Teufel             |                                                                             |
| XVI           | La maison dieu      | Der Turm               |                                                                             |
| XVII          | L'étoile            | Der Stern              |                                                                             |
| XVIII         | La lune             | Der Mond               |                                                                             |
| XVIIII        | Le soleil           | Die Sonne              |                                                                             |
| XX            | Le jugement         | Das Gericht            |                                                                             |
| XXI           | Le monde            | Die Welt               | Munt                                                                        |
| (ohne Nummer) | Le mat              | Der Narr               | meist der Bättler, aber auch der Mat oder der Gschgüser oder chaspisch Narr |

Diese Trumpfkarten-Bilder haben für das Spiel aber keine Bedeutung und könnten ausgetauscht werden. Die Nummern geben eine Ordnung an. So sticht ein Trumpf mit einer höheren Nummer einen niedrigeren.

### Wert der Karten
| Karte                              | Punkte   |
| ---------------------------------- | -------- |
| Trumpf XXI, Trumpf I, Narr, Könige | 5 Punkte |
| Königinnen                         | 4 Punkte |
| Ritter                             | 3 Punkte |
| Buben                              | 2 Punkte |
| alle restlichen Karten             | 1 Punkte |

Insgesamt befinden sich so insgesamt 114 Punkte im Spiel.

## Spielregeln
Troggu hat sehr verschiedene und einfachere Spielregeln als das ältere Troccas. Im Gegensatz zu diesem werden nur 62 der 78 Karten gebraucht. Die Regeln erlauben drei bis acht Mitspieler, im Gegensatz zu den meisten anderen Tarockspielen, die für eine fixe Mitspielerzahl konzipiert sind (z. B. Troccas für vier Personen).

### Geben
Zuerst wird ausgelost, welcher Spieler der erste Geber ist. Immer der rechte Spieler vom Geber übernimmt in der nächsten Runde diese Rolle. Die Karten werden vom Geber gemischt und vom Spieler linkerhand abgehoben. Eine bestimmte Anzahl Karten werden dann als verdeckter Stapel („Tapp“ genannt) in die Mitte des Tisches gelegt. Dann verteilt der Geber die restlichen Karten im Gegenuhrzeigersinn an die Spieler, beginnend mit dem Spieler rechterhand. Wie viele Karten pro Spieler insgesamt ausgeteilt werden und in welchen Submengen, ist abhängig von der Anzahl der Mitspieler.
| Spieler | Tapp      | pro Spieler |
| ------- | --------- | ----------- |
| 3       | 8 Karten  | 6 + 6 + 6   |
| 4       | 10 Karten | 4 + 4 + 5   |
| 5       | 7 Karten  | 4 + 4 + 3   |
| 6       | 8 Karten  | 4 + 5       |
| 7       | 6 Karten  | 4 + 4       |
| 8       | 6 Karten  | 4 + 3       |

### Bieten
Beim Bieten wird zuerst ermittelt, welche Spielart gespielt wird. Es gibt nun drei Möglichkeiten. Entweder wird ein normales Spiel, ein Solo-Spiel oder ein Misere-Spiel gespielt. Das Ermitteln, welche Variante gespielt wird, läuft wie folgt ab:
Der Spieler rechts vom Geber ist an der Reihe und muss entscheiden, welche Spielart er wählt. Er hat nun die drei Möglichkeiten ein normales Spiel zu fordern, ein Solo zu spielen oder zu passen.
1. Wenn er ein normales Spiel fordert, sagt er „ich nehm’s“ oder „ich gehe“. In diesem Falle geht es reihum linksherum, ob ein Spieler doch noch ein Solo spielen will. Dieses hat vor dem normalen Spiel Priorität. Wenn niemand ein Solo spielen will, dann wird das normale Spiel gespielt.
2. Wenn er ein Solo fordert, wird dieses gespielt.
3. Er kann auch sagen: „ich passe“. Dann ist der linke Spieler an der Reihe, wieder aus diesen drei Möglichkeiten auszuwählen. Wenn alle Spieler passen, dann wird eine Misere gespielt.

Bei sieben oder acht Spielern gibt es nicht sofort eine Misere. Wenn jeder passt, wird der Besitzer des Bättlers (Narr) gezwungen, ein normales Spiel zu spielen. Wenn niemand den Narren besitzt (weil er sich im Tapp befindet), muss der Besitzer des Bagatt (Trumpf I, Magier) ein normales Spiel beginnen. Wenn niemand den Bättler oder den Bagatt besitzt, so wird nun eine Misere gespielt.

### Normales Spiel
Im normalen Spiel bis zu sechs Spielern spielt der Geber (genannt„Tappist“) gegen den Rest der Spieler, die zusammen ein Team bilden. Er heisst Tappist, weil er seine Hand mit den Karten des Tapps verbessern kann.
Bei sieben oder acht Spielern darf der Tappist zusätzlich einen Partner zur Hilfe rufen. Diese beiden formen ein Team, welches gegen das Team der restlichen Spieler spielt. Der Tappist wählt einen Partner, indem er irgendeinen Trumpf, ausgenommen XXI oder den Narren, ausruft. Normalerweise wird XX ausgerufen, ausser der Geber hat ihn selber in der Hand. Der Spieler, der den gerufenen Trumpf besitzt, ist nun der Partner des Tappisten, darf sich aber nicht den anderen Spieler offenbaren. Der Tappist darf auch einen Trumpf aus seiner Hand anrufen, wenn er alleine spielen will. Wer der Partner des Tappisten ist, wird erst dann für alle ersichtlich, wenn der gerufene Trumpf ausgespielt wird. Wenn die gerufene Karte sich in der Hand des Tappisten oder im Tapp befindet, spielt der Tappist ohne Partner.
Der Tappist nimmt alle Karten des Tapps an sich, ohne sie den anderen Spielern zu zeigen, und legt eine identische Anzahl Karten wieder verdeckt auf den Tisch zurück. Die Karten, die er abgelegt hat, können auch solche beinhalten, die er aufgenommen hat. Es ist nicht erlaubt, 5-Punkte-Karten abzulegen; einzige Ausnahme ist, wenn vier Könige zusammen abgelegt werden. Auch Ein-Punkte-Trümpfe können abgelegt werden. Der Punktwert von den abgelegten Karten gehört dem Tappisten.

### Solo
Im Solo spielt der Spieler (genannt „Solist“) gegen den Rest der Spieler, die ein Team bilden. Im Gegensatz zum normalen Spiel, darf der Solist seine Karten nicht mit dem Tapp verbessern. Der Punktwert des Tapps gehört dem Solisten und wird am Ende der Spielrunde ausgezählt. Ebenso kann der Solist keinen Partner anrufen.

### Misere
Wenn jeder passt, so wird eine Misere (oder „Misäär“) gespielt. Die Misere gleicht in den Regeln dem Rosenjass oder dem Herzspiel. Der Tapp wird nicht gebraucht. Der Spieler rechts vom Geber gibt die erste Karte und jeder spielt für sich selber. Die Idee ist, möglichst keine Punkte zu machen. Der Spieler, der am meisten Punkte gemacht hat, muss allen anderen je den Grundbetrag bezahlen.

### Spielablauf des Normalspiels und Solos
Der Tappist oder Solist gibt die erste Karte aus. Es wird nun im Gegenuhrzeiger gespielt, und jeder Spieler gibt eine Karte. Die Spieler müssen Farbe bekennen, wenn sie können; ansonsten müssen sie einen Trumpf spielen. Ein Stich wird vom höchsten Trumpf gewonnen oder, wenn keiner gespielt wurde, von der höchsten Farbkarte der ausgespielten Farbe. Der Gewinner des Stiches gibt die nächste Karte aus.
Der Narr zählt als höchster Trumpf. Wenn er aber noch der einzige Trumpf auf der Hand eines Spielers ist, muss er nicht zugegeben werden. Anstelle des Narren kann so eine andere Karte gespielt werden. Nachdem der Spieler sich in diesem Moment aber entschieden hat, den Narren nicht zu spielen, verliert der Narr seine Stichkraft. Er muss nun bis zum letzten Stich aufbewahrt werden. Erst dann legt der Spieler den Narren und addiert ihn zu den eigenen gewonnenen Karten. Im Austausch dafür muss er eine niedrige Karte vom eigenen Gewinnstapel den Gewinnern des letzten Stiches geben. Wenn der Besitzer des Narren derjenige ist, der zum letzten Stich ausspielt, so wird der Narr gelegt und die Karte des Spielers rechts neben ihm zeigt nun die Farbe an.

### Auszählen
Am Ende der Runde zählt jede Seite den Kartenwert der eigenen Stiche zusammen. Der Tappist oder Solist zählt den Wert des Tapps zu den eigenen Punkten hinzu. Die Seite, die nun mehr als die Hälfte der Punkte (58 oder mehr) gemacht hat, gewinnt. Wenn die Punkte beidseitig genau 57 betragen, gewinnt keine Seite, und kein Geld wird gezahlt.

### Bezahlen
Der Grundbetrag beträgt in St. Niklaus und Grächen üblicherweise fünf Rappen, in Visp zehn Rappen.
Normalspiel: Wenn die Verliererseite zwischen 31 und 56 Punkte gemacht hat, bezahlt sie der Gewinnerseite den einfachen Grundbetrag. Wenn die Verliererseite 30 Punkte oder weniger hat, bezahlt sie den doppelten Grundbetrag. Falls der/die Gewinner alle Sticher erzielt haben, muss die Gegenseite den dreifachen Grundbetrag zahlen.
Solospiel: Die Bezahlung ist gleich abgestuft wie beim Normalspiel, nur mit dem doppelten Preis.
Bei sieben oder acht Spielern sieht es ein wenig anders aus. Für gewöhnlich gewinnt das Team mit mehr als der Hälfte der Punkte.
Wenn das Verliererteam mehr als 30 Punkte gemacht hat, gilt folgendes: Hier muss jeder Spieler aus dem Gegnerteam des Tappisten, wenn sie verloren haben, den Grundbetrag bezahlen. Wenn sie aber gewonnen haben, bekommt jeder von ihnen den Grundbetrag. Der Partner des Tappisten bekommt oder bezahlt den doppelten Grundbetrag, der Tappist den Rest (dreifacher Grundbetrag bei sieben Spielern, oder vierfacher Grundbetrag bei acht Spielern). Wenn das Verliererteam 30 Punkte oder weniger hat, oder gar keine Stiche gemacht, werden diese Beträge wie üblich verdoppelt oder verdreifacht.

## Variationen der Regionen

### Visp
- Erlaubt keine Drei-Spieler-Version.

### St. Niklaus
- Es ist keine Acht-Spieler-Version vorhanden.
- Ablage von vier Königen ist nicht erlaubt, aber wer alle sieben 5-Punkte-Karten besitzt, darf diese gemeinsam ablegen.
- Bei der Misere bekommt derjenige, der am wenigsten macht, von allen den Grundbetrag bezahlt.
- Die Abstufung der Bezahlung ist um einen Punkt verschoben: Wenn die Verlierer 31 oder weniger Punkte machen, bezahlen sie den doppelten Grundbetrag.

### Grächen

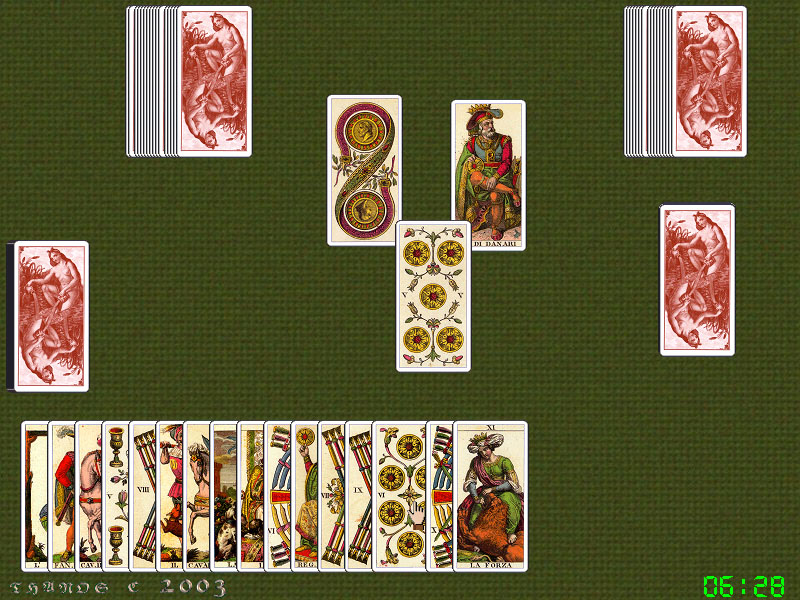
Screenshot von Troggu 1.4.0

- Ebenso ist die Ablage von vier Königen nicht erlaubt, aber wer alle sieben 5-Punkte-Karten besitzt, darf diese gemeinsam ablegen.
- Der Tapp wird erst nach der Kartenausteilrunde erstellt. Bei der Fünf-Spieler-Version kann der Geber entscheiden, wie er ausgibt: fünf ausgeben, Tapp erstellen, sechs ausgeben oder sechs ausgeben, Tapp erstellen, fünf ausgeben. Bei der Vier-Spieler-Version wird so ausgegeben: sieben ausgeben, Tapp bilden, restl. sieben ausgeben.
- Die Abstufung der Bezahlung ist anders: Wenn die Verlierer 20 oder weniger Punkte machen, bezahlen sie den doppelten Grundbetrag.

## Software
Es gibt eine Software dieses Spiels, welches von Thanos Cardgames implementiert wurde und seit 2003 frei erhältlich ist.